# William Berger
Wilhelm Thomas Berger, mais conhecido como William Berger (Innsbruck, 20 de junho de 1928 - Los Angeles, 2 de outubro de 1993) foi um ator austríaco. Berger ficou conhecido por suas várias atuações em western spaghetti.